# Hildrun Laufer
Hildrun Laufer z domu Claus (ur. 13 maja 1939 w Dreźnie) – niemiecka lekkoatletka reprezentująca NRD, specjalistka skoku w dal, medalistka olimpijska z 1960 i rekordzistka świata.
7 sierpnia 1960 w Erfurcie ustanowiła rekord świata w skoku w dal wynikiem 6,40 m, poprawiając dotychczasowy rekord Elżbiety Krzesińskiej.
Startując we wspólnej reprezentacji Niemiec na igrzyskach olimpijskich w 1960 w Rzymie zdobyła brązowy medal w tej konkurencji, za Wirą Krepkiną z ZSRR i Krzesińską. 23 czerwca 1961 w Berlinie poprawiła własny rekord świata wynikiem 6,42 m.
Na mistrzostwach Europy w 1962 w Belgradzie zajęła 6. miejsce. Była siódma na igrzyskach olimpijskich w 1964 w Tokio.
Była mistrzynią NRD w skoku w dal w latach 1957–1962 i 1964. Ośmiokrotnie poprawiała rekord NRD w tej konkurencji: od odległości 5,99 w 1957 do 6,48 w 1964
Jej mąż Peter Laufer był skoczkiem o tyczce, olimpijczykiem z 1960.
Rekordy życiowe:
| Konkurencja | Data i miejsce         | Wynik |
| ----------- | ---------------------- | ----- |
| skok w dal  | 18 lipca 1964, Liberec | 6,48  |